# Kenny Elissonde
Kenny Elissonde (Longjumeau, 22 luglio 1991) è un ciclista su strada francese, professionista dal 2011, ha vinto la tappa dell'Angliru alla Vuelta a España 2013, dopo una lunga fuga.

## Palmarès
- 2008 (Juniores)

Campionati francesi, Prova in linea Juniors
- 2010 (C.C. Etupes)

2ª tappa Ronde de l'Isard d'Ariège
Classifica generale Ronde de l'Isard d'Ariège
- 2012 (FDJ-BigMat, una vittoria)

2ª tappa Parigi-Corrèze (Objat > Chaumeil)
- 2013 (FDJ, una vittoria)

20ª tappa Vuelta a España (Avilés > Alto de El Angliru)

### Altri successi
- 2012 (FDJ-BigMat)

Classifica a punti Parigi-Corrèze
- 2013 (FDJ)

Classifica giovani Tour of Oman
Classifica giovani Tour de l'Ain

## Piazzamenti

### Grandi Giri
- Giro d'Italia

2015: 46º
2017: ritirato (16ª tappa)
2018: 51º
- Tour de France

2020: 25º
2021: 36º
- Vuelta a España

2013: 33º
2014: ritirato (13ª tappa)
2015: 16º
2016: 20º
2020: non partito (8ª tappa)
2021: ritirato (17ª tappa)
2022: 64º
2023: 50º
2024: ritirato (6ª tappa)

### Classiche monumento
- Liegi-Bastogne-Liegi

2012: ritirato
- Giro di Lombardia

2014: 75º
2015: 62º
2016: 24º
2022: ritirato

### Competizioni mondiali
- Campionati del mondo

Imola 2020 - In linea Elite: 37º
- Giochi olimpici

Tokyo 2020 - In linea: 38º